# Gbéroubouè
Gbéroubouè är en ort i Benin.   Den ligger i departementet Borgou, i den norra delen av landet, 400 km norr om huvudstaden Porto-Novo. Gbéroubouè ligger 328 meter över havet och antalet invånare är 11 846.
Terrängen runt Gbéroubouè är platt. Runt Gbéroubouè är det ganska glesbefolkat, med 26 invånare per kvadratkilometer.. Det finns inga andra samhällen i närheten. 
Omgivningarna runt Gbéroubouè är huvudsakligen savann.